# Valentin Vaerwyck

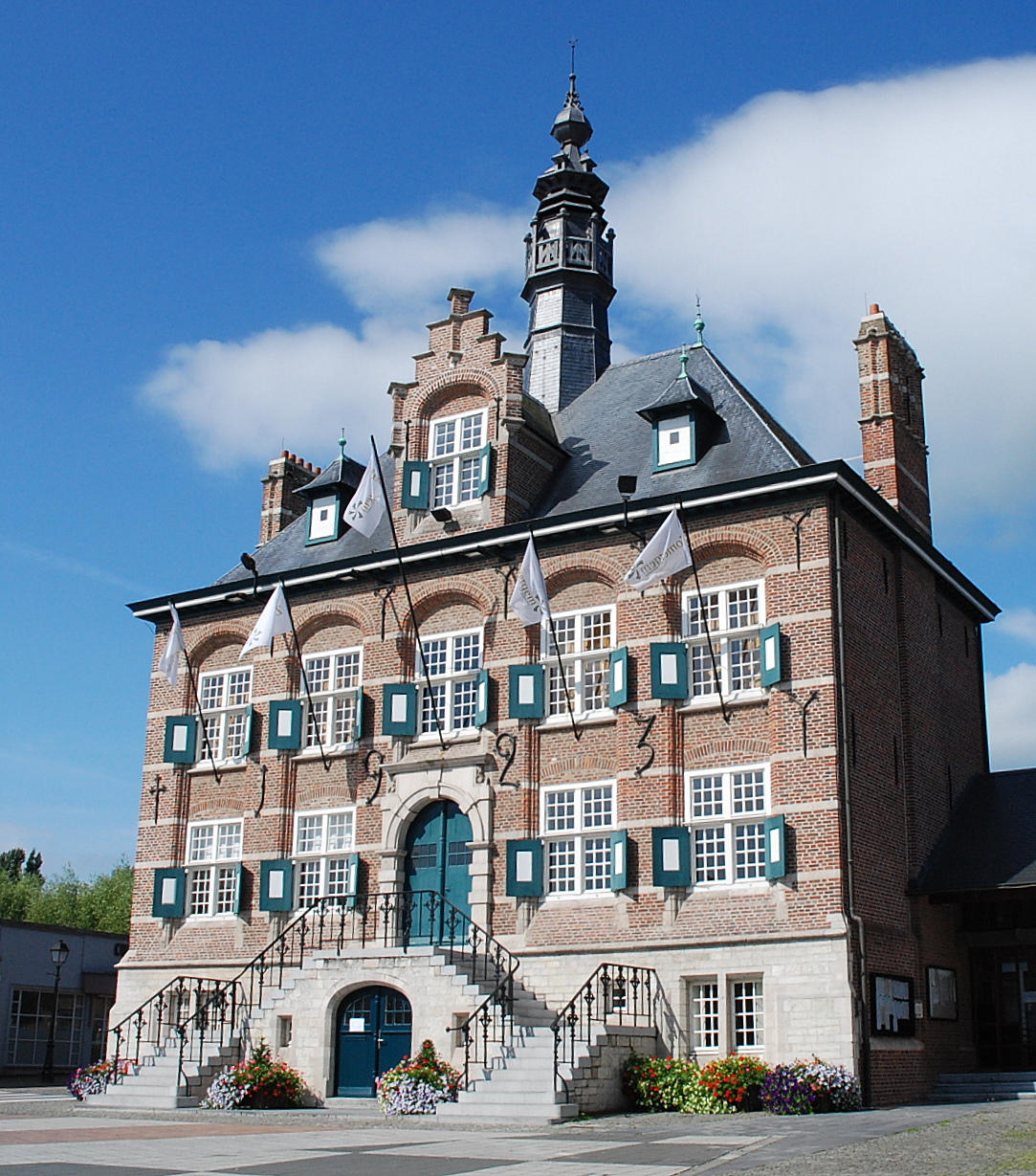
Hôtel de ville de Zomergem de 1923

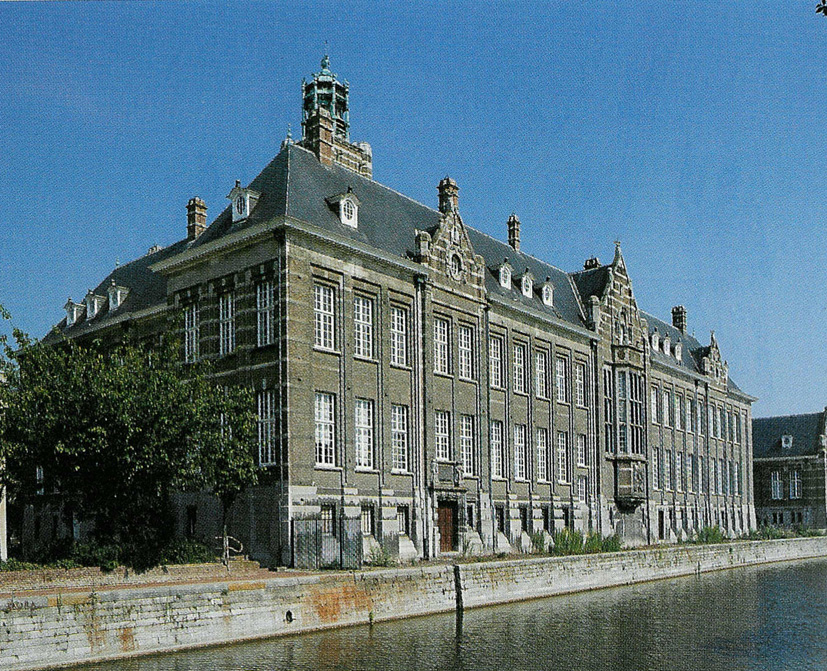
Palais de justice de Termonde de 1927

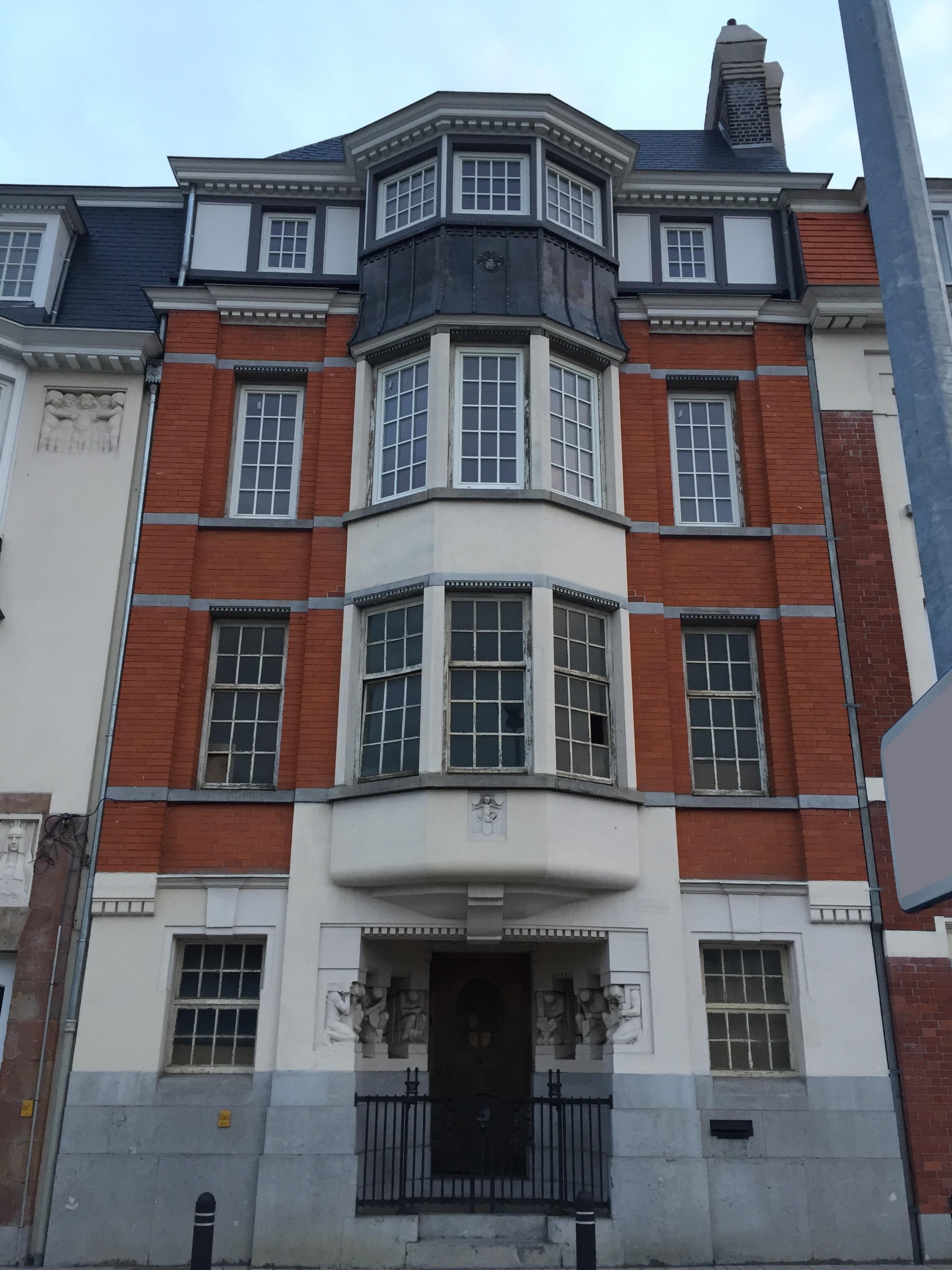
La maison "Eigen Heerd" de l'architecte Valentin Vaerwyck, de 1914

Valentin Vaerwyck (Gand, 3 mars 1882 - 27 novembre 1959) était un architecte flamand. Il est considéré comme l'un des architectes importants de la première moitié du XXe siècle en Flandre.

## Biographie
Il était le fils de l'architecte Henricus Leopoldus Vaerwyck (1850-1919) et de Celina Maria Josephina De Backer. Il s'intéresse dès son plus jeune âge au travail de son père et, à 17 ans, effectue un stage chez l'architecte Stéphane Mortier.
En 1910, son projet pour la restauration du Beffroi de Gand fut choisi parmi d'autres . Dès lors, il utilisa ce dessin comme ex-libris.
Il épousa Irma Marie Julie Alexandre le 1er août 1914.
Il était engagé socialement et préoccupé du logement des travailleurs. De 1923 à 1947, il était l'architecte provincial .
Il est enterré à Campo Santo à Mont-Saint-Amand (Sint-Amandsberg) dans une pierre tombale de sa propre conception.

## Exposition universelle 1913 à Gand
Vaerwyck a participé étroitement à la construction de l'Exposition universelle de 1913 à Gand. 
Pour cette exposition, il a conçu le quartier Oud Vlaendren et plusieurs bâtiments pour le quartier Village Moderne.
Avec Geo Verbanck, il réalise le monument en l'honneur des frères Van Eyck, dévoilé à l'occasion de l'exposition.

## Œuvres(Sélection)
Vaerwyck a conçu, entre autres, les constructions suivantes :
- l' église Notre-Dame de l'Ancienne Barrière à Mont-Saint-Amand  (1930)
- l'église Sainte-Gertrude ( Appelterre-Eichem ) (1909) en collaboration avec son père Henri
- la maison du citoyen (Gand, Koningin Elisabethlaan 18) (1910)
- la colonne appelée Sire van Maldegem (1913) et située sur la place Sint-Veerleplein à Gand. Il s’agit d’un rare vestige de l’exposition universelle.
- la mairie de Zomergem (1923)
- villa Sirène ( Le Coq, Rembrandtlaan 13) (1924-1927)
- la maison communale d'Uitbergen (1925-1927)
- le palais de justice de Termonde (1927)
- villa La Clairière (Laethem-Saint-Martin, Latemstraat 131) (1929)
- l' église Sint-Pietersbuitenkerk (Gand) (1936-1937)
- la Maison provinciale de Flandre orientale (Gand)
- Ecole Vétérinaire (Gand, Casinoplein 23 & Coupure 308, 312)
- hôtel particulier (Gand, rue Belfortstraat 29), en collaboration avec son père
- maisons civiles (Gand, Kortrijksesteenweg 892-898, 904), y compris sa propre maison Eigen Heerd
- villa Green Lodge (Gand, Avenue Gérard Willemot 87)
- villas à Gand et Le Coq.

Il reçut également des commandes pour la conception de logements sociaux (Merelbeke) et participa à de nombreuses restaurations d'églises, notamment en Flandre orientale ( Oombergen, Hansbeke) ou de vestiges du patrimoine architectural (château de Kruishoutem ou d'Aaishove du XVIIe siècle).

## Hommage
En 2010, en raison de l'intérêt porté à son oeuvre, son nom est donné à une nouvelle rue à Gand : Valentin Vaerwyckweg, liaison entre la voie rapide Ring belge R4 et l'avenue Sint-Denijslaan.